# Fabienne Liechti

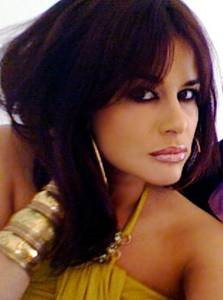
Fabienne Liechti (2011)

Fabienne Liechti (* 19. Dezember 1978 in Zürich) ist eine Schweizer Tänzerin, die mehrfache Schweizer Meisterin im lateinamerikanischen Tanz geworden ist.

## Leben
Liechti begann ihre Tanzkarriere mit vier Jahren in einer Kindertanzgruppe, mit sechs begann sie mit Ballett- und Eislaufunterricht. Später folgten Tanz-, Klavier- und Gesangsunterricht. Als sie 18 Jahre alt war, zog sie nach London, wo sie mit dem deutschen Profitänzer Sven Ninnemann während acht Jahren arbeitete und lebte. Danach zog Liechti nach Los Angeles und bildete sich zusätzlich in Schauspiel für Werbespots und klassischem Gesang aus. Heute lebt sie in der Schweiz.

## Arbeit
Sie ist bekannt durch ihre Auftritte in der amerikanischen Fernsehshow American Idol mit der Sängerin Gloria Estefan und den American Idol Finalists. Weitere Auftritte mit der Schlagzeugerin und Perkussionistin Sheila E und  So You Think You Can Dance Tänzer Dmitry Chaplin folgten. Mit der amerikanischen Fernsehmoderatorin Carrie Ann Inaba und dem Profitänzer Artem Chigvintsev choreographierte und tanzte sie für die US-amerikanische Fernsehserie Dancing with the Stars.
Sie ist die mehrfache Schweizer Meisterin im Tanzsport, mehrfache Finalistin der French Open und Swiss Inter Cup, Finalistin der German Open (World Super Series), Romanian Open, Holland Masters, Belgium Open, Swiss Dancesport Festival, belegte den siebten Platz bei den British Open Blackpool Dance Festival in Professional Latin Rising Stars und wurde sechsmal vom Swiss Olympic für hervorragende internationale Spitzenleistungen ausgezeichnet.

## Auszeichnungen/Meisterschaften
- Mehrfache Schweizer Meisterin Tanzsport
- 6-fache Auszeichnung Swiss Olympic für hervorragende internationale Spitzenleistungen
- Finalistin French Open
- Finalistin German Open (World Super Series)
- Finalistin Romanian Open
- Finalistin Holland Masters
- Finalistin Belgium Open
- Finalistin Swiss Dancesport Festival
- 7. British Open Blackpool Dance Festival Professional Latin Rising Stars
- 7. Singapore Millennium Championships